# David Oppenheim
David Oppenheim (Calabasas, 7 marzo 1982) è un giocatore di poker statunitense.
Dal 2019 è fra i membri del Poker Hall of Fame.

## Poker
Ha iniziato a giocare a poker all'età di 19 anni durante il secondo anno al college, e dal 2008 ha iniziato a giocare a livello professionistico.
Nella seconda stagione del World Poker Tour, ottiene un terzo posto nel torneo No-Limit Hold 'em Championship al "Borgata Poker Open" ad Atlantic City, guadagnando $117,500, e un altro terzo posto alle WSOP del 2010 nel torneo $50,000 The Players Championship Event, guadagnando $603,348. Nel 2011 ha vinto l'Aussie Millions shootout, un evento a margine dell'Aussie Millions australiano, guadagnando $250,000.
Al 2020, le sue vincite nei tornei live superano la cifra di $1.800.000.

## Apparizioni in Tv e al cinema
Oppenheim è apparso spesso in televisione. Nel 2007 è apparso in un cameo, interpretando il personaggio "Josh Cohen" nel film Le regole del gioco. Nel gennaio 2008 ha partecipato al 19º episodio del Poker After Dark in onda sulla rete NBC.